# Daniel Schwaab
Pour les articles homonymes, voir Schwaab.
Daniel Schwaab, né le 23 août 1988 à Waldkirch, Allemagne, est un footballeur allemand. Il évolue au poste de défenseur central.

## Carrière
Cet international espoir allemand a été formé au SC Fribourg et a fait ses débuts en 2. Liga en 2006. En 2009, il rejoint le Bayer Leverkusenet fait ses débuts en 1. Liga. Il a aussi disputé et remporté le Championnat d'Europe des moins de 21 ans avec l'équipe d'Allemagne espoirs en 2009.
À la fin de son contrat au Bayer Leverkusen, Schwaab rejoint les rangs du VfB Stuttgart. Après 3 saisons sous les couleurs du club souabe, son contrat n'ayant pas été renouvelé, il s'engage en 2016 avec le PSV Eindhoven.
Alors âgé de 32 ans et après 4 saisons passées sous le maillot du PSV Eindhoven, il annonce sa retraite en 2020.

## Palmarès

### Clubs
- SC Fribourg
  - Vainqueur de la 2. Liga en 2009.

- PSV Eindhoven
  - Vainqueur du Championnat des Pays-Bas en 2018

### Sélection
- Allemagne
  - Vainqueur du Championnat d'Europe espoirs en 2009.